# Превідза
Превідза — окресне місто (аналогічно районному центру в Україні) Тренчинського краю Словаччини.

## Географія
Пр'євідза розміщена на ріці Нітрі, неподалік знаменитого міста Бойниці. Місто оточене горами (Мала Фатра), з них найвища — гора Кляк. Біля міста є поклади бурого вугілля. Також є декілька важливих промислових об'єктів, серед яких деревообробні, консервні і шкіряні виробництва. Недалеко, знаходиться великий хімічний комплекс.

## Історія

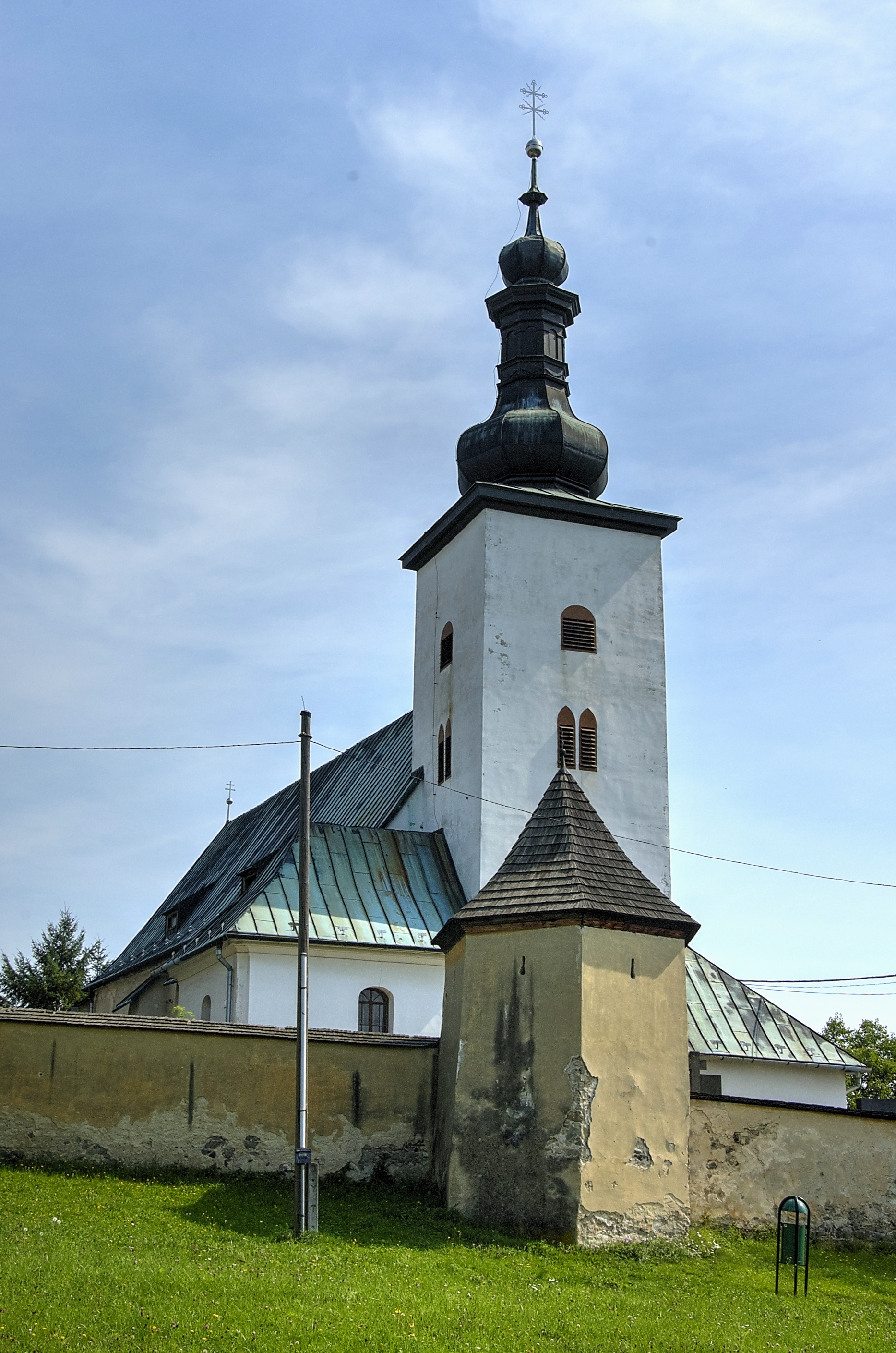
Костел Небовзяття Пресвятої Діви Марії

Перша згадка про місто є у 1113 році, проте права місто отримало аж у 1383 році, тоді ж стало як промисловим, так і торговельним центром. У XIV ст. тут побудували готичний костел, наприкінці XVII ст. — монастир.

## Населення
| Рік:            | 1994.  | 2004.   | 2014.   | 2024.    |
| --------------- | ------ | ------- | ------- | -------- |
| Кількість осіб: | 54 427 | 51 596  | 47 574  | 42 429   |
| Різниця:        |        | -5,20 % | -7,79 % | -10,81 % |

| Рік:            | 2023.  | 2024.   |
| --------------- | ------ | ------- |
| Кількість осіб: | 42 980 | 42 429  |
| Різниця:        |        | -1,28 % |

## Відомі особистості
В поселенні народився:
- Штефан Угер (1930—1993) — словацький режисер та сценарист.